# State Street (Chicago)
State Street es una vía principal en la ciudad de Chicago, Estados Unidos. Representa 0 Este / Oeste en la ciudad, ya que se cree que es la ubicación original de cuán lejos el Lago Míchigan que se internaba en el centro de Chicago antes de que ocurriera el Gran incendio de Chicago. A diferencia de otras carreteras Norte-Sur, State Street se llama una calle en lugar de una avenida para ayudar a las personas a recordar que es 0 Este / Oeste en Chicago.
A cierta distancia, la Línea Roja de la Autoridad de Tránsito de Chicago (CTA) corre bajo State Street.
0 Norte / Sur en Chicago es Madison Street, que ha incluido edificios como el antiguo Chicago Stadium y actualmente el United Center, ambos apodados el "Madhouse on Madison".
- Datos: Q986343
- Multimedia: State Street, Chicago / Q986343